# Palazzo Gonzaga (Viadana)

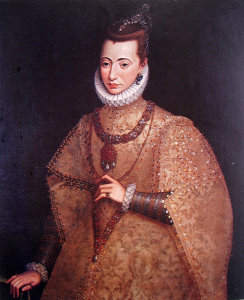
Margherita Gonzaga

Palazzo Gonzaga è uno storico edificio di Viadana, in provincia di Mantova. 

## Storia e descrizione
Venne edificato dai Gonzaga di Sabbioneta e passò in seguito alla famiglia Gardani. Margherita Gonzaga, figlia di Cesare I Gonzaga conte di Guastalla, rimasta vedova nel 1591 del duca di Sabbioneta Vespasiano I Gonzaga, abitò nel palazzo parecchi anni.